# Sint-Petruskerk (Twijzel)
De Sint-Petruskerk is een kerkgebouw in Twijzel in de Nederlandse provincie Friesland.

## Beschrijving
De kerk is in 1692 herbouwd ter vervanging van een middeleeuwse voorganger die gewijd was aan Petrus. De zaalkerk heeft spitsboogvensters en een driezijdige koorsluiting. De romaanse toren uit de 13e eeuw werd in 1787 deels herbouwd en voorzien van een zadeldak.
Het interieur wordt gedekt door een houten tongewelf. De preekstoel en herenbank dateren uit de 18e eeuw. Het orgel uit 1905 is gemaakt door Bakker & Timmenga. In 1925 werd in het koor glas in lood in art-deco-stijl aangebracht. De kerk is een rijksmonument.